# 崔坦 (漫威漫畫)
崔坦（英語：Triton），是一名在漫威漫畫中出現的虛構角色，由作家史丹·李和藝術家傑克·科比所創作。崔坦首次於《驚奇4超人》#45中登場。

## 人物
崔坦是異人族皇室成員之一，黑蝠王和麥西穆斯的表兄弟，卡爾耐克的哥哥，接觸到泰瑞根之霧後變為魚人的外形，可以在水中自由活動，同時可以承受水壓，但不能自然地呼吸空氣，需要在接近水的地方生存。

## 其他媒體

### 電視
- 《新驚奇4超人（英语：Fantastic Four (comic book)）》：由洛基·卡羅爾（英语：Rocky Carroll）配音。
- 《浩克與狂砸特工隊（英语：Hulk and the Agents of S.M.A.S.H.）》：由詹姆斯·阿諾德·泰勒（英语：James Arnold Taylor）配音[1]。
- 《終極蜘蛛俠》：由詹姆斯·阿諾德·泰勒配音。
- 《異人族》：真人電視劇，由麥克·毛（英语：Mike Moh）飾演[2]。

### 遊戲
- 《Marvel：終極聯盟（英语：Marvel: Ultimate Alliance）》：由湯姆·凱恩（英语：Tom Kane）配音。

## 外部連結
- Triton （页面存档备份，存于） 超級英雄數據庫
- Marvel Comics Database: Triton （页面存档备份，存于）